# Cathédrale de Lichfield
La cathédrale de Lichfield est située à Lichfield, Staffordshire en Angleterre. Le présent édifice a remplacé une cathédrale romane du XIe siècle. C'est la seule cathédrale anglaise médiévale avec trois clochers. Le diocèse de Lichfield couvre l'ensemble du Staffordshire, une grande partie du Shropshire et une partie du Black Country et West Midlands. L'évêque actuel est le très révérend Jonathan Gledhill, le 98e Seigneur évêque de Lichfield.
La cathédrale est dédiée à St Chad et Sainte Marie. Sa longueur intérieure est de 113 mètres (370 pieds), et la largeur de la nef de 21m (68 '). La flèche centrale est 77m (252 ') de haut et les clochers de l'Ouest sont environ 58m (190').
La pierre et le grès proviennent d'une carrière sur le côté sud de Lichfield. Les murs de la nef sont légèrement déversés, en raison du poids des voûtes ; quelque 200 à 300 tonnes ont été retirées lors de travaux de rénovation pour tenter de stopper le déversement.
Lichfield a subi des dommages incalculables pendant la guerre civile, pendant laquelle tous les vitraux ont été détruits. En dépit de cela, les baies de la chapelle de la Vierge comportent certains des plus beaux verres peints flamands médiévaux. 
À l'intérieur de la cathédrale se trouve une tombe avec une inscription latine qui, une fois traduite, se lit comme suit : « Ce monument est consacré à la mémoire de Michael Johnson, un homme courageux, ferme, pleine d'entrain, indépendamment de dangers, très patient dans le travail .... Sa conversation était si châtiée, que ni douleur ni plaisir toujours amené à prononcer aucune parole qui puisse offenser les oreilles pieuses ou modeste. » Son épitaphe nous apprend que Johnson est né à Cubley, Derbyshire, en 1656 et mort en 1731. Michael Johnson était le père de Samuel Johnson de Lichfield. 
Début 2021, comme d'autres lieux de cultes britanniques, la cathédrale devient un centre de vaccination contre la pandémie de Covid-19.

## Notoriété

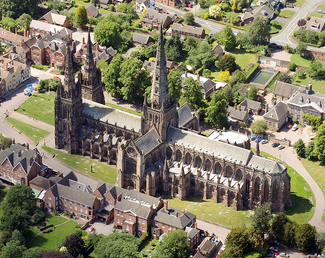
Vue aérienne.

Le 13 mai 2008, la poste britannique a émis un timbre postal représentant l'intérieur de la cathédrale.